# Spadzie
Spadzie (ok. 1063 m) – niewybitny wierzchołek w Paśmie Radziejowej w Beskidzie Sądeckim. Znajduje się w bocznym grzbiecie odchodzącym od Jasiennika w północno-zachodnim kierunku. W nazewnictwie istnieje tutaj zamieszanie. Na niektórych mapach oznaczony jest on nazwą Jasiennik, ten zaś jako Spadzie.
Spadzie znajdują się na zalesionym grzbiecie, na którym znajduje się kilka niewybitnych skałek. Jego północne stoki opadają do doliny potoku Czerniawa, południowe do doliny Majdańskiego Potoku (obydwa są dopływem Obidzkiego Potoku). Na Spadziach grzbiet ten rozdziela się na dwa grzbiety, pomiędzy którymi spływa Zimny Potok uchodzący do Majdańskiego Potoku.